# 北大西洋条約機構によるバルト三国の領空警備
北大西洋条約機構によるバルト三国の領空警備（英語: Baltic Air Policing）は、2004年3月より開始されたバルト三国に対する北大西洋条約機構 (NATO) による防衛協力のひとつである。

## 概要
2004年3月29日にバルト三国（エストニア、ラトビア、リトアニア）はNATOに加盟した。これらの国は、ソ連崩壊後の経済混乱の影響もあり、国家財政が疲弊し、有効な航空戦力を保持していなかった。
そのため、NATO加盟諸国が戦闘機部隊を順次派遣し、交代でバルト三国における領空警備任務を行うこととなった。戦闘機部隊の派遣は2004年3月30日にベルギー空軍の4機のF-16戦闘機が派遣されたことを皮切りに、3カ月交代で行われている。戦闘機部隊はリトアニアの空軍基地でスクランブル待機状態に置かれ、識別不明機に対する要撃などを行っている。

## 派遣国リスト
| 日付           | 組織                 | 使用機材                         | 基地                   | 参考          |
| -------------- | -------------------- | -------------------------------- | ---------------------- | ------------- |
| 2004年 3月30日 | ベルギー航空構成部隊 | 4 x F-16AM                       | シャウレイ空軍基地     | [ 1 ]         |
| 2004年 7月1日  | デンマーク空軍       | 4 x F-16AM                       | シャウレイ空軍基地     | [ 2 ]         |
| 2004年10月30日 | イギリス空軍         | 4 x トーネード F3                | シャウレイ空軍基地     | [ 3 ]         |
| 2005年 1月1日  | ノルウェー空軍       | 4 x F-16AM                       | シャウレイ空軍基地     | [ 4 ]         |
| 2005年 3月30日 | オランダ空軍         | 4 x F-16AM                       | シャウレイ空軍基地     | [ 5 ]         |
| 2005年 6月30日 | ドイツ空軍           | 4 x F-4F                         | シャウレイ空軍基地     | [ 6 ]         |
| 2005年10月12日 | アメリカ空軍         | 4 x F-16CJ                       | シャウレイ空軍基地     | [ 7 ]         |
| 2006年 1月1日  | ポーランド空軍       | 4 x MiG-29 Contingent "Orlik"    | シャウレイ空軍基地     | [ 8 ] [ 9 ]   |
| 2006年 3月31日 | トルコ空軍           | 4 x F-16C                        | シャウレイ空軍基地     | [ 10 ]        |
| 2006年 8月1日  | スペイン空軍         | 3 x ミラージュ F-1               | シャウレイ空軍基地     | ,             |
| 2006年12月1日  | ベルギー航空構成部隊 | 4 x F-16AM                       | シャウレイ空軍基地     | [ 10 ]        |
| 2007年 4月1日  | フランス空軍         | 4 x ミラージュ2000C              | シャウレイ空軍基地     | [ 11 ]        |
| 2007年 8月1日  | ルーマニア空軍       | 4 x MiG-21                       | シャウレイ空軍基地     | [ 12 ]        |
| 2007年11月1日  | ポルトガル空軍       | 4 x F-16AM                       | シャウレイ空軍基地     | [ 13 ] [ 14 ] |
| 2007年12月16日 | ノルウェー空軍       | 4 x F-16AM                       | シャウレイ空軍基地     | [ 15 ]        |
| 2008年 3月15日 | ポーランド空軍       | 4 x MiG-29A                      | シャウレイ空軍基地     | [ 16 ]        |
| 2008年 6月30日 | ドイツ空軍           | 4 x F-4F                         | シャウレイ空軍基地     |               |
| 2008年 9月30日 | アメリカ空軍         | 4 x F-15C                        | シャウレイ空軍基地     | [ 17 ]        |
| 2009年 1月4日  | デンマーク空軍       | 4 x F-16AM                       | シャウレイ空軍基地     |               |
| 2009年 5月1日  | チェコ空軍           | 4 x サーブ 39 グリペン           | シャウレイ空軍基地     | [ 18 ]        |
| 2009年 9月1日  | ドイツ空軍           | 4 x ユーロファイター タイフーン  | シャウレイ空軍基地     | [ 19 ]        |
| 2009年11月3日  | ドイツ空軍           | 4 x F-4F                         | シャウレイ空軍基地     |               |
| 2010年 1月4日  | フランス空軍         | 4 x ミラージュ2000C              | シャウレイ空軍基地     | [ 20 ]        |
| 2010年 5月1日  | ポーランド空軍       | 4 x MiG-29A                      | シャウレイ空軍基地     | [ 21 ]        |
| 2010年 9月1日  | アメリカ空軍         | 4 x F-15C                        | シャウレイ空軍基地     | [ 22 ]        |
| 2011年 1月5日  | ドイツ空軍           | 6 x F-4F                         | シャウレイ空軍基地     | [ 23 ]        |
| 2011年 4月28日 | フランス空軍         | 4 x ミラージュ2000C              | シャウレイ空軍基地     | [ 24 ]        |
| 2011年 9月2日  | デンマーク空軍       | 4 x F-16AM                       | シャウレイ空軍基地     | [ 25 ]        |
| 2012年 1月4日  | ドイツ空軍           | 6 x F-4F                         | シャウレイ空軍基地     | [ 26 ]        |
| 2012年 4月26日 | ポーランド空軍       | 4 x MiG-29A                      | シャウレイ空軍基地     | [ 27 ]        |
| 2012年 9月1日  | チェコ空軍           | 4 x サーブ 39 グリペン           | シャウレイ空軍基地     | [ 28 ]        |
| 2013年 1月3日  | デンマーク空軍       | 4 x F-16AM                       | シャウレイ空軍基地     | [ 29 ]        |
| 2013年 4月13日 | フランス空軍         | 4 x ミラージュ F-1CR             | シャウレイ空軍基地     | [ 30 ]        |
| 2013年 9月3日  | ベルギー航空構成部隊 | 4 x F-16AM                       | シャウレイ空軍基地     |               |
| 2014年 1月3日  | アメリカ空軍         | 4 x F-15C                        | シャウレイ空軍基地     | [ 31 ] [ 32 ] |
| 2014年 4月28日 | ポーランド空軍       | 4 x MiG-29A                      | シャウレイ空軍基地     | [ 33 ]        |
| 2014年 4月28日 | デンマーク空軍       | 4 x F-16AM                       | アマリ空軍基地         | [ 34 ]        |
| 2014年 4月28日 | イギリス空軍         | 4 x ユーロファイター タイフーン  | シャウレイ空軍基地     | [ 35 ]        |
| 2014年 4月28日 | フランス空軍         | 4 x ラファールC、ミラージュ2000C | 第22航空基地           | [ 36 ]        |
| 2014年 9月1日  | ポルトガル空軍       | 6 x F-16AM                       | シャウレイ空軍基地     | [ 37 ]        |
| 2014年 9月1日  | オランダ空軍         | F-16AM                           | 第22航空基地           | [ 38 ]        |
| 2014年 9月1日  | ドイツ空軍           | ユーロファイター タイフーン      | アマリ空軍基地         | [ 39 ]        |
| 2014年 9月1日  | カナダ空軍           | 4 x CF-18 ホーネット             | シャウレイ空軍基地     | [ 40 ]        |
| 2015年1月1日   | イタリア空軍         | 4 x ユーロファイター タイフーン  | シャウレイ空軍基地     |               |
| 2015年1月2日   | スペイン空軍         | 4 x ユーロファイター タイフーン  | アマリ空軍基地         |               |
| 2015年1月5日   | ポーランド空軍       | 4 x MiG-29A                      | シャウレイ空軍基地     |               |
| 2015年1月7日   | ベルギー空軍         | 4 x F-16AM                       | 第22航空基地           |               |
| 2015年5月1日   | ノルウェー空軍       | 4 x F-16AM                       | シャウレイ空軍基地     |               |
| 2015年5月1日   | イタリア空軍         | 4 x ユーロファイター タイフーン  | シャウレイ空軍基地     |               |
| 2015年5月1日   | イギリス空軍         | 4 x ユーロファイター タイフーン  | アマリ空軍基地         |               |
| 2015年5月1日   | ベルギー航空構成部隊 | 4 x F-16AM                       | 第22航空基地           |               |
| 2015年8月25日  | ドイツ空軍           | 4 x ユーロファイター タイフーン  | アマリ空軍基地         |               |
| 2015年8月31日  | ハンガリー空軍       | 4 x サーブ 39 グリペン           | シャウレイ空軍基地     |               |
| 2016年1月7日   | スペイン空軍         | 4 x ユーロファイター タイフーン  | シャウレイ空軍基地     |               |
| 2016年1月7日   | ベルギー航空構成部隊 | 4 x F-16AM                       | アマリ空軍基地         |               |
| 2016年5月4日   | イギリス空軍         | 4 x ユーロファイター タイフーン  | アマリ空軍基地         |               |
| 2016年5月4日   | ポルトガル空軍       | 4 x F-16AM                       | シャウレイ空軍基地     |               |
| 2016年8月31日  | フランス空軍         | 4 x ミラージュ 2000-5F           | シャウレイ空軍基地     |               |
| 2016年8月31日  | ドイツ空軍           | 4 x ユーロファイター タイフーン  | アマリ空軍基地         |               |
| 2017年1月5日   | オランダ空軍         | 4 x F-16AM                       | シャウレイ空軍基地     |               |
| 2017年1月5日   | ドイツ空軍           | 4 x ユーロファイター タイフーン  | アマリ空軍基地         |               |
| 2017年5月2日   | ポーランド空軍       | 4 x F-16C                        | シャウレイ空軍基地     |               |
| 2017年5月2日   | スペイン空軍         | 5 x EF-18                        | アマリ空軍基地         |               |
| 2017年8月30日  | アメリカ空軍         | 4 x F-15C                        | シャウレイ空軍基地     |               |
| 2017年9月5日   | ベルギー航空構成部隊 | 4 x F-16AM                       | アマリ空軍基地         |               |
| 2018年1月8日   | デンマーク空軍       | 4 x F-16AM                       | シャウレイ空軍基地     |               |
| 2018年1月10日  | イタリア空軍         | 4 x ユーロファイター タイフーン  | アマリ空軍基地         |               |
| 2018年5月2日   | ポルトガル空軍       | 4 x F-16AM                       | シャウレイ空軍基地     |               |
| 2018年5月2日   | スペイン空軍         | 6 x ユーロファイター タイフーン  | シャウレイ空軍基地     |               |
| 2018年5月3日   | フランス空軍         | 4 x ミラージュ 2000-5F           | アマリ空軍基地         |               |
| 2018年8月30日  | ドイツ空軍           | 4 x ユーロファイター タイフーン  | アマリ空軍基地         |               |
| 2018年8月31日  | ベルギー航空構成部隊 | 4 x F-16AM                       | シャウレイ空軍基地     |               |
| 2019年1月3日   | ポーランド空軍       | 4 x F-16C                        | シャウレイ空軍基地     |               |
| 2019年5月1日   | ハンガリー空軍       | 4 x サーブ 39 グリペン           | シャウレイ空軍基地     |               |
| 2019年5月1日   | スペイン空軍         | 5 x EF-18                        | シャウレイ空軍基地     |               |
| 2019年5月1日   | イギリス空軍         | 4 x ユーロファイター タイフーン  | アマリ空軍基地         |               |
| 2019年9月3日   | ベルギー航空構成部隊 | 4 x F-16AM                       | シャウレイ空軍基地     |               |
| 2019年9月3日   | デンマーク空軍       | 4 x F-16AM                       | シャウレイ空軍基地     |               |
| 2019年9月3日   | チェコ空軍           | 4 x サーブ 39 グリペン           | アマリ空軍基地         |               |
| 2020年1月2日   | ポーランド空軍       | 4 x F-16C                        | アマリ空軍基地         |               |
| 2020年4月30日  | フランス空軍         | 4 x ミラージュ 2000-5F           | アマリ空軍基地         |               |
| 2020年5月1日   | イギリス空軍         | 4 x ユーロファイター タイフーン  | シャウレイ空軍基地     |               |
| 2020年5月1日   | スペイン空軍         | 6 x EF-18                        | シャウレイ空軍基地     |               |
| 2020年7月15日  | ドイツ空軍           | ユーロファイター タイフーン      | シャウレイ空軍基地     |               |
| 2020年8月31日  | ドイツ空軍           | 6 x ユーロファイター タイフーン  | アマリ空軍基地         |               |
| 2020年9月4日   | イタリア空軍         | 4 x ユーロファイター タイフーン  | シャウレイ空軍基地     |               |
| 2021年4月30日  | イタリア空軍         | 4 x F-35A                        | アマリ空軍基地         |               |
| 2021年4月30日  | スペイン空軍         | 7 x ユーロファイター タイフーン  | シャウレイ空軍基地     |               |
| 2021年5月      | トルコ空軍           | 4 x F-16                         | 第22航空基地           |               |
| 2021年8月31日  | デンマーク空軍       | 4 x F-16AM                       | シャウレイ空軍基地     |               |
| 2021年8月31日  | ポルトガル空軍       | 4 x F-16AM                       | シャウレイ空軍基地     |               |
| 2021年9月15日  | イタリア空軍         | 4 x ユーロファイター タイフーン  | アマリ空軍基地         |               |
| 2021年11月30日 | ポーランド空軍       | 4 x F-16C                        | シャウレイ空軍基地     |               |
| 2021年12月1日  | ベルギー航空構成部隊 | 4 x F-16AM                       | アマリ空軍基地         |               |
| 2022年1月26日  | アメリカ空軍         | 6 x F-15E                        | アマリ空軍基地         |               |
| 2022年1月29日  | デンマーク空軍       | 4 x F-16AM                       | シャウレイ空軍基地     |               |
| 2022年3月31日  | フランス航空宇宙軍   | 4 x ミラージュ 2000-5F           | アマリ空軍基地         | [ 41 ]        |
| 2022年4月1日   | チェコ空軍           | 5 x サーブ 39 グリペン           | シャウレイ空軍基地     |               |
| 2022年4月1日   | スペイン空軍         | 8 x EF-18                        | シャウレイ空軍基地     |               |
| 2022年8月1日   | ハンガリー空軍       | 4 x サーブ 39 グリペン           | シャウレイ空軍基地     |               |
| 2022年8月1日   | ドイツ空軍           | 4 x ユーロファイター タイフーン  | アマリ空軍基地         |               |
| 2022年8月1日   | イタリア空軍         | 4 x ユーロファイター タイフーン  | 第22航空基地           |               |
| 2022年10月1日  | ポーランド空軍       | 4 x F-16C                        | シャウレイ空軍基地     |               |
| 2022年10月6日  | ベルギー航空構成部隊 | 6 x F-16AM                       | アマリ空軍基地         |               |
| 2022年12月1日  | フランス航空宇宙軍   | 4 x ラファール                   | シャウレイ空軍基地     |               |
| 2023年2月1日   | オランダ空軍         | 8 x F-35A                        | 第22航空基地           |               |
| 2023年3月1日   | イギリス空軍         | 4 x ユーロファイター タイフーン  | アマリ空軍基地         |               |
| 2023年3月31日  | ポルトガル空軍       | 4 x F-16AM                       | シャウレイ空軍基地     |               |
| 2023年3月31日  | ルーマニア空軍       | 4 x F-16AM                       | シャウレイ空軍基地     |               |
| 2023年8月3日   | スペイン空軍         | 8 x ユーロファイター タイフーン  | アマリ空軍基地         |               |
| 2023年8月3日   | イタリア空軍         | 4 x ユーロファイター タイフーン  | シャウレイ空軍基地     |               |
| 2023年11月30日 | ベルギー航空構成部隊 | 4 x F-16AM                       | シャウレイ空軍基地     |               |
| 2023年11月30日 | フランス航空宇宙軍   | 4 x ミラージュ 2000-5F           | シャウレイ空軍基地     |               |
| 2023年11月30日 | ポーランド空軍       | 4 x F-16C                        | アマリ空軍基地         |               |
| 2024年3月1日   | ドイツ空軍           | 5 x ユーロファイター タイフーン  | リェルヴァーデ空軍基地 |               |
| 2024年4月1日   | スペイン空軍         | 8 x EF-18                        | シャウレイ空軍基地     |               |
| 2024年4月1日   | ポルトガル空軍       | 4 x F-16AM                       | シャウレイ空軍基地     |               |
| 2024年7月30日  | イタリア空軍         | 4 x ユーロファイター タイフーン  | シャウレイ空軍基地     |               |
| 2024年12月1日  | フランス航空宇宙軍   | 4 x ラファール                   | シャウレイ空軍基地     |               |
| 2024年12月1日  | オランダ空軍         | 4 x F-35A                        | アマリ空軍基地         |               |
| 2025年3月31日  | ポーランド空軍       | 4 x F-16C                        | シャウレイ空軍基地     |               |
| 2025年3月31日  | ルーマニア空軍       | 4 x F-16AM                       | シャウレイ空軍基地     |               |
| 2025年3月28日  | ポルトガル空軍       | 4 x F-16AM                       | アマリ空軍基地         |               |